# Hidoussa
Hidoussa (în arabă حيدوسة) este o comună din provincia Batna, Algeria.
Populația comunei este de 2.378 de locuitori (2008).